# John Gonçalves
John Philip Gonçalves mais conhecido por John Gonçalves (n. Alcobaça, 1974) é um músico português, baixista e teclista dos The Gift.
John é irmão de Nuno Gonçalves.

## Discografia

### ComThe Gift
- 1997 - Digital Atmosphere (demo, sem versão comercial)
- 1998 - Vinyl
- 2001 - Film
- 2004 - AM-FM
- 2006 - Fácil de Entender
- 2011 - Explode